# Телодонты
Телодонты (лат. Thelodonti) — класс вымерших бесчелюстных, некоторые систематики выделяют его в монотипический надкласс Thelodontomorphi. Ведутся дебаты о том, является ли эта группа монофилетической. Телодонтов объединяют на основании наличия так называемой чешуи телодонтов, однако она не обязательно свидетельствует о наличии общего предка и могла развиваться у разных организмов независимо.

## Описание
Известно весьма небольшое количество останков телодонтов. Еще меньшее количество сохранилось в трехмерном виде. Виной тому частично отсутствие костного скелета, частично — не соединенные друг с другом и вероятно отслаивавшиеся после смерти хозяина чешуйки.
Экзоскелет состоял из чешуек размером 0,5—1,5 мм. Они не накладываются одна на другую.

## Классификация
Ниже представлена классификация вымершего класса телодонтов на основании работы Нельсона с соавторами (2016):
- Отряд Archipelepidiformes Wilson & Märss, 2009
  - Семейство Archipelepididae Märss ex Soehn et al., 2001
  - Семейство Boothialepididae Märss, 1999
- Отряд Furcacaudiformes Wilson & Caldwell, 1998 — Фуркакаудообразные[1]
  - Семейство Pezopallichthyidae Wilson & Caldwell, 1998
  - Семейство Furcacaudidae Wilson & Caldwell, 1998
  - Семейство Nikoliviidae Karatajūtė-Talimaa, 1978
  - Семейство Lanarkiidae Obručhev, 1949
  - Семейство Drepanolepididae Wilson & Marss, 2009
  - Семейство Barlowodidae Märss, Wilson & Thorsteinsson, 2002
  - Семейство Apalolepididae Turner, 1976
- Отряд Thelodontiformes Kiaer, 1932 — Телодонтообразные[1]
  - Семейство Coelolepidae Pander, 1856
  - Семейство Talivaliidae Marss, Wilson & Thorsteinsson, 2002
  - Семейство Longodidae Märss, 2006
  - Семейство Helenolepididae Wilson & Märss, 2009
  - Семейство Turiniidae Obručhev, 1964
  - Семейство Loganelliidae Märss, Wilson & Thorsteinsson, 2002
  - Семейство Phlebolepididae Berg, 1937
  - Семейство Shieliidae Märss, Wilson & Thorsteinsson, 2002
  - Семейство Katoporodidae Soehn et al., 2001 ex Märss, Wilson & Thorsteinsson, 2002
  - Семейство Eestilepididae